# Líbano nos Jogos Olímpicos de Inverno da Juventude de 2012
O Líbano participará dos Jogos Olímpicos de Inverno da Juventude de 2012, a serem realizados em Innsbruck, na Áustria. Até o momento, o país classificou um atleta do esqui alpino masculino.